# Цветна пустиня
Цветната пустиня е разположена в най-северната част на Южна Австралия. Тя е известна със своите отличителни планини и геоложки образувания. Недалеч от пустинята, по пътя за Уднадата, има големи площи земя, покрити със слюда. Целият регион е пуст и е изграден от мека, крехка скала.

## Геология
Цветната пустиня е била морско дъно преди 80 милиона години. Тъй като земята се е издигала, част от скалата е ерозирала, оставяйки хълмовете Аркаринга в много нюанси на оранжеви, жълти и бели шисти по склоновете. Планинската верига Миракина се простира на запад.
Хълмовете Аркаринга са от геоложко и биологично значение, тъй като са местообитание на редки растителни видове и най-южната част от ареала на най-големия варан в Австралия.